# Dasumia carpatica
Dasumia carpatica är en spindelart som först beskrevs av Kulczynski 1882.  Dasumia carpatica ingår i släktet Dasumia och familjen ringögonspindlar. Inga underarter finns listade i Catalogue of Life.